# Jan Wýtwar
Jan Wýtwar (17. října 1833 Soběraz – 4. května 1926 Plzeň) byl rakouský podnikatel a politik české národnosti z Čech, poslanec Českého zemského sněmu.

## Biografie
Narodil se v Soběrazi na Jičínsku. Vystudoval šest tříd gymnázia. Působil pak jako obchodník se soukenným zbožím v Plzni. Byl členem obchodní a živnostenské komory v Plzni. Měl titul císařského rady. Tento titul mu císař udělil roku 1905. V srpnu 1914 pak získal i Řád Františka Josefa (rytířský kříž). V roce 1912 se uvádí jako jeden za zakládajících členů podniku Akciová společnost nových rakouských fezáren v Horažďovicích. Byl tehdy členem obecního zastupitelstva v Plzni, předsedou ředitelství občanské záložny a členem představenstva pobočky Živnostenské banky v Plzni. Do vedení občanské záložny v Plzni nastoupil v roce 1867, od roku 1874 byl členem jejího výboru a místopředsedou. Od roku 1876 byl členem ředitelství záložny a v roce 1888 se stal ředitelem záložny. Na tomto postu setrval nepřetržitě až do 20. let 20. století. Roku 1904 se stal čestným občanem Plzně.
V 80. letech se zapojil i do vysoké politiky. V doplňovacích volbách v září 1887 byl zvolen na Český zemský sněm, kde zastupoval kurii obchodních a živnostenských komor, obvod Plzeň. Na sněm se vrátil v zemských volbách v roce 1901, když se v jeho prospěch vzdal své kandidatury za plzeňskou obchodní a živnostenskou komoru Jindřich Leminger. Wýtwar patřil ke staročeské straně.
Dožil se vysokého věku. Ještě o svých 90. narozeninách se uvádí jako veřejně činný. Zasedal na postu ředitele občanské záložny v Plzni a byl denně aktivní v jejím řízení.